# Första Clemensbrevet

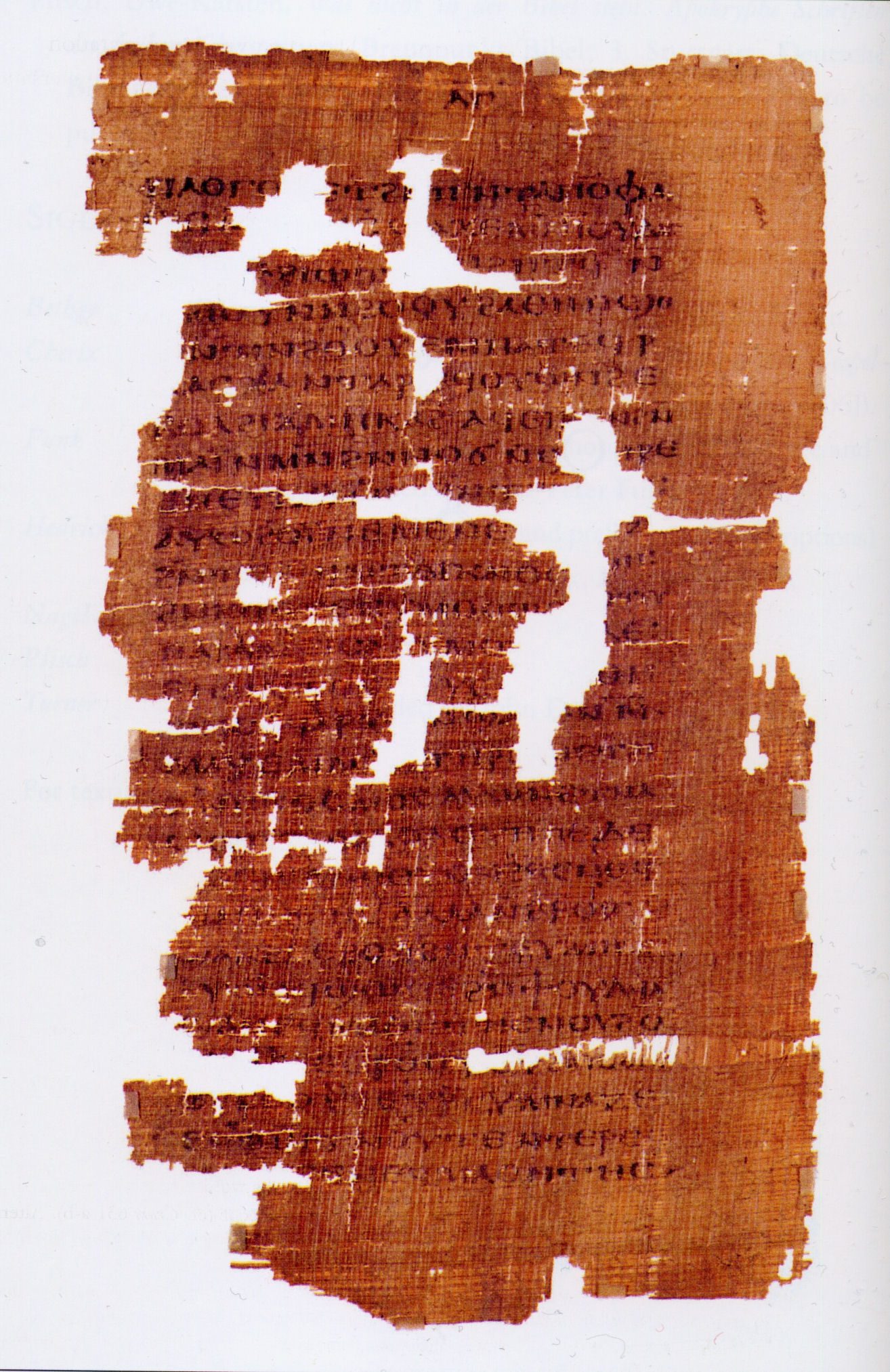
Ett fragment av Första Clemensbrevet.

Första Clemensbrevet är en tidig kristen skrift som ingår i De apostoliska fädernas skrifter. Författare är sannolikt den romerske biskopen (påven) Clemens I omkring år 95.
Anledningen till brevet var stridigheter i Korinth vid den framväxande församlingsorganisationen, men det innehåller också en bred framställning om kristen vandel och tro. Det är skrivet som församlingsskrivelse, men visar sig genom den enhetliga stilen vara en mans verk. 

## Innehåll
Första Clemensbrevet är en skrivelse från församlingen i Rom till församlingen i Korinth. Intressant är att det finns två hänvisningar till ord av Jesus som också återfinns med små justeringar i Lukasevangeliet. Nedan följer dessa stycken, i svensk översättning.
Låt oss framför allt minnas Herren Jesu ord, som han talade, när han lärde ut mildhet och tålamod. Ty så sade han:
Var barmhärtiga, för att ni skall få möta barmhärtighet,
förlåt, för att ni skall få förlåtelse.
Såsom ni gör, skall man göra mot er.
Såsom ni ger, skall man ge åt er.
Såsom ni dömer, skall ni bli dömda.
Såsom ni visar mildhet, skall man visa er mildhet.
Med det mått som ni mäter med skall man mäta åt er.
(jämför Lukasevangeliet 6:36–38)
Kom ihåg vår Herre Jesu ord. Ty han sade:
Ve den människan, det hade varit bättre för henne om hon
aldrig hade blivit född än att hon skulle förleda en av dessa
mina utvalda. Det vore bättre för henne att få en kvarnsten
hängd om halsen och bli sänkt i havet än att hon förför en av
mina utvalda.
(jämför Lukasevangeliet 17:1–2)